# 萨利·贝里沙
萨利·拉姆·贝里沙（1944年10月15日—），阿尔巴尼亚医学专家、政治家，曾任阿尔巴尼亚总统，阿尔巴尼亚总理。
1968年，贝里沙进入欧洲委员会医学研究委员会。1992年，贝里沙当选阿尔巴尼亚总统，在1997年因國內危機戰爭而令國民向阿爾巴尼亞社會黨投票，致使他失去總統一職。在2005年，他又当选阿尔巴尼亚总理，任期至2013年9月為止。

## 早年生涯
贝里沙出生于阿尔巴尼亚多山的东北部，科索沃边境附近的一个村庄里。1967年他在地拉那大学医学毕业。1980年代在法国巴黎进修，主要研究血液动力学。1968年他被选为欧洲医学科学研究委员会的成员。贝里沙是阿尔巴尼亚劳动党成员并在医院的心脏科中负责党组织工作。他是阿尔巴尼亚领导人（包括恩維爾·霍查）的医疗小组的领导人之一。从1980年至1990年他还在地拉那大学教医学并发表了多本书籍、教科书和心脏病学的文章，一些是在国际性杂志中发表的。他的学术头衔是博士教授。他在地拉那的心脏病医院中做心脏手术和任教授。

## 劳动党下台
1989年贝里沙认识到劳动党在阿尔巴尼亚的统治不会长久了，因此他便要求阿利雅領導的政府放松政治控制，并在阿爾巴尼亞的地方报纸中发表他對國內政治制度改革不同政见。
1990年12月他一开始反对一个地拉那大学学生的示威，后来改为支持学生。这次学生运动在数日内导致阿利雅的政府被迫允许在阿尔巴尼亚成立新的反對党派。12月13日学生和知识分子成立了阿尔巴尼亚民主党。1991年贝里沙被选为该党主席。1991年、1992年、1997年和2001年他相继被选入阿尔巴尼亚议会。

## 总统（1992年至1997年）
阿尔巴尼亚第一次自由选举后1992年4月9日贝里沙被选为共和国总统。亚历山大·梅克西任总理，推行自由市场政策，解放贸易，国家财产私有化，但是也发生了龐茲騙局。在政治上他日益采取高压政策，逮捕反对党的左翼阿爾巴尼亞社會黨领袖法托斯·纳诺并对他判刑。1994年11月贝里沙进行全民共投修改宪法给予总统更多权力但以失败告終，他显然已经失去了国民的支持。
虽然贝里沙的政府进行了许多政治和經濟上的改革，但是其腐败和滥用的情况严重。1995年整个改革过程停滞，公众对政府机关的信任下降。1996年5月26日贝里沙的民主党在大选中获胜，赢得议院140席中的122席，但是有人指责执政党恐吓选民、修改选举结果以及镇压反对党的和平示威。整个国家陷入政治危机。但是贝里沙和其所屬的民主党政府拒绝重选。反对派的社会党憤而退出议会。
1996年末有消息传出说阿尔巴尼亚从1994年开始把十亿美元的生命保险投资了导致龐茲騙局崩溃，更加加剧了国内的政治危机。整个骗局在此前被政府简单地说成是阿尔巴尼亚的成功之路，为民主党在5月和11月的选举中带来了大量的支持。當時贝里沙称“阿尔巴尼亚的钱是世界上最干净的。”但是当时的传说说这个骗局之所以能够维持这么久是因为欧洲的犯罪组织利用它来洗钱。阿尔巴尼亚当时的总人口少于300万，约85万人在那里投资，加上阿尔巴尼亚本身經濟相對貧窮，能够獲得十亿美元的生命保险是很不可思议的。
1996年12月开始骗局开始暴露和失败，人民开始上街示威指责政府偷了国民的存储，反对党社會黨成为示威的领袖，但是示威又被民主黨政府镇压。3月愤怒的国民冲入军营抢劫武器，阿尔巴尼亚全國隨即陷入1997年阿爾巴尼亞危機戰爭。一开始贝里沙拒绝辞职。但是1997年6月举行的选举中社会党领导的反对派联盟获胜。贝里沙在一个月后辞去总统职。贝里沙依然任最大反对党阿爾巴尼亞民主党的主席一職。1997年7月阿爾巴尼亞社會黨雷杰普·迈达尼继任阿尔巴尼亚总统。

## 反对派领袖（1997年至2005年）和总理（2005年至2013年）
1997年和2001年贝里沙两次在选举中失败，但是他依然保持反对党领袖的地位。他不接受选举结果，责备政府作弊。他不断组织示威游行要求重选，有时这些示威也会发生暴力事件。2005年7月3日由于社会党腐败高傲导致贝里沙在大选中获胜。9月3日尽管社会党使用上告等方式试图宣布选举结果无效，但是贝里沙还是和其它小党协商成为阿尔巴尼亚总理。

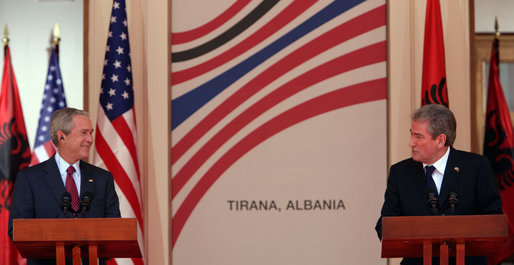
萨利·贝里沙与乔治·沃克·布什在地拉那

2007年6月10日萨利·贝里沙在地拉那接待首位访问阿尔巴尼亚的美国总统乔治·沃克·布什。
2008年3月15日地拉那附近一座军火库发生爆炸导致27人死亡，百数人受伤。国防部长辞职。媒体报道该军火库被一个阿尔巴尼亚公司用来拆毁过时的弹药，违反多个安全措施规定。
2009年薩利·貝里沙成功連任阿爾巴尼亞總理一職。
2013年薩利·貝里沙連任總理失敗，由阿爾巴尼亞社會黨領袖埃迪·拉馬當選總理一職。